# Кекс FM
Кекс FM — российская коммерческая развлекательная радиостанция. Начала вещание 10 декабря 2007 года. 30 октября 2015 года станция прекратила вещать в Москве, а 18 августа 2016 года — в Санкт-Петербурге. Однако трансляция этой радиостанции продолжается на сайте онлайн и на сайтах радиостанций ЕМГ (после того как радиостанция начала вещать онлайн она была переименована в Кекс). В эфире российская и зарубежная музыка 1990-х — начала 2000-х годов.

## История
Частота была приобретена ЕМГ в 2006 году, когда на ней вещала радиостанция «Мелодия», пересекавшаяся по формату с другой станцией холдинга — «Ретро FM». В декабре 2007 года тут была запущена «Кекс FM», на основе лицензии канадского Jack FM («провокационного радио с большим количеством песен»), были использованы её логотип, формат и слоган «Играем что хотим». «Кекс FM» стала четвёртой радиостанцией вещательной сети ЕМГ, помимо «Европа плюс», «Ретро FM» и «Эльдорадио», по словам генерального директора ЕМГ Александра Полесицкого название станции «первое, что пришло нам в голову».
По словам программного директора станции Алёны Масуренковой, аудиторию радиостанции составляют «люди от 25 лет», при этом «наша надежда и опора — те, кто уже имеет право покупать алкоголь, но ещё не собирается на пенсию». В 2014 году целевой аудиторией позиционировались мужчины-автомобилисты 25—40 лет.
Мы взяли у Jack FM основополагающую идею провокационного радио с большим количеством песен и стали самостоятельно эту концепцию развивать, подстраивая её под российский менталитет и специфику нашего музыкального рынка.
— президент «Европейской медиа группы» Жорж Полински в интервью газете Коммерсантъ
В декабре 2010 года станция сменила формат и логотип по причине прекращения сотрудничества, репертуар станции теперь характеризуется как «лихой микс в стиле „почти 90-е“».
В конце октября 2014 года президент ЕМГ Екатерина Тихомирова подтвердила сообщения о выставлении на продажу частоты радиостанции 89,9 МГц в Москве и Подмосковье, при этом сам актив не приносил убытков и лишь не вписывался в программную политику и не имел перспектив роста с данным форматом. В качестве альтернативы она рассматривала корректировку либо изменения формата. По данным реестра Роскомнадзора, частота с августа передана ЗАО «Радиосеть ОРР», тогда как региональные частоты «Кекс FM» остались на ООО «Радио регион», являющейся по данным Роспатента владельцем товарного знака «Кекс FM».
C 1 декабря 2014 года в регионах вещания, кроме Москвы, Санкт-Петербурга и Воронежа, частоты «Кекс FM» занял новый продукт ЕМГ — Радио для друзей, с иным музыкальным форматом. В Воронеже «Кекс FM» вещал до 31 января 2015 года. В 23:58 в Воронеже стало вещать Дорожное радио. Лицензия на радиовещание в регионах, за исключением Воронежа, не была переоформлена, и с формальной точки зрения на частотах радио «Кекс FM» просто вещает радиопрограмма «Радио для друзей». В новом репертуаре звучит «душевная, патриотичная, родная музыка», «лирические песни на родном языке, близкие и понятные сердцу слушателя», слоган — «Душа в каждой песне». В плейлисте нового формата только российская музыка: русский шансон, рок и поп музыка, включая, например, группы «Белый орел», «Машина времени», «ДДТ», «Алиса», «Танцы минус», «Лесоповал», Стаса Михайлова, Марину Хлебникову, Олега Газманова и Григория Лепса.
30 октября 2015 года в Москве на 89,9 FM начала вещание радиостанция «Страна FM», а 18 августа 2016 года на 91,1 FM жители Санкт-Петербурга услышали позывные «Нового радио». Таким образом «Кекс FM» окончательно ушёл из FM-диапазона.
На данный момент онлайн вещание «Кекс-FM» организовано на сайте «Дорожного радио».

## Коммерческие показатели
По данным TNS Russia, в июле—сентябре 2014 года «Кекс FM» занимал 32-е место среди всей 51 FM-радиостанций Москвы, её среднесуточная аудитория составляла 301,8 тыс. москвичей старше 12 лет. Доля аудитории ЕМГ в Москве от слушателей радио в целом составляет 17,4 %, этот же показатель без «Кекс FM» — 16,3 %.

## Бывшие программы
- «Привет, Москва!» Утреннее шоу. Ежедневно с 8:00 до 11:00.
- «Драйв тайм» Ежедневно с 17:00 до 20:00
- «Клуб 90-х» — музыка для нескучных вечеров. Понедельник-Пятница с 20:00 до 21:00.
- «9:0 в нашу пользу!!!» — только лучшие и оригинальные ремиксы на хиты 90-х! За музыку отвечают Dj Andrey Exx & Dj Fomichev. Суббота с 21:00 до 22:00.
- «Вокруг 90-х, за 90 секунд» — ведущий Иван Арбузов. Программа финалист премии «Радиомания 2012» в номинации, лучшая музыкальная программа/шоу.

## Бывшие ведущие
- Лёха Петров (ныне — ведущий в онлайн-версии «Кекс-FM»)
- Ксения Плюшкина
- Артем Пучеглазов
- Александр Софронов
- MC Шар
- Ангелина Сидорова
- Эрик Эвентов
- Даниил Литвинский
- Наталья Бриз (Санкт-Петербург)
- Иван Изюмов (Санкт-Петербург)

## Бывшие города вещания
Частота указана в МГц
- Москва — 89,9 (заменено на «Страна FM» с 30.10.2015, с 15.11.2020 — «Твоя Волна» и с 22.04.2024 — Радио «Рекорд»)
- Санкт-Петербург — 91,1 (заменено на «Новое Радио»)
- Воронеж — 102,3 (заменено на Дорожное радио)
- Ставрополь — 102,6 (заменено на «Радио для друзей»)
- Рязань — 106,7 (заменено на «Радио для друзей»)
- Тольятти — 107,4 (заменено на «Радио для друзей»)
- Сызрань — 94,6 (заменено на «Радио Маяк»)
- Белгород — 101,7 (заменено на «Радио для друзей»)
- Мурманск — 106,5 (заменено на «Новое Радио»)
- Челябинск — 98,7 (заменено на Радио Дача)
- Пермь — 102,0 (заменено на Дорожное радио)

## Спутниковое вещание
С 5 сентября 2011 года по 9 ноября 2015 года велось спутниковое вещание на спутнике Eutelsat W7 в радиопакете Триколор ТВ, вышла из пакета в связи с прекращением вещания в Москве.